# Mientras tanto
Pour plus de détails, voir Fiche technique et Distribution.
Mientras tanto est un film franco-argentin réalisé par Diego Lerman et sorti en 2006.

## Synopsis
De nos jours, à Buenos Aires, la vie au jour le jour de quelques personnes dans un pays en pleine mutation.

## Fiche technique
- Titre : Mientras tanto (Pendant ce temps)[1]
- Titre d’origine : Mientras tanto
- Réalisation : Diego Lerman
- Scénario : Diego Lerman, Graciela Speranza
- Musique : Juan Ignacio Bouscayrol
- Directeur de la photographie : José Maria Gomez
- Décors : Mauro Doporto
- Costumes : Carla Danio, Lía Ferreyra
- Ingénieur du son : Leandro de Loredo
- Montage : Alejandro Brodersohn
- Pays d’origine :  Argentine,  France
- Tournage extérieur : Buenos Aires  Argentine
- Langue de tournage : espagnol
- Année de tournage : 2006
- Producteurs : Fabienne Vonier, Daniel Burman, Diego Dubcovsky, Sebastián Ponce, Diego Lerman
- Producteur exécutif : Sebastián Ponce
- Sociétés de distribution : Pyramides Productions (France), BD Cine (Argentine)
- Distributeurs : Pyramides Distribution (France), 791 Cine (Argentine)
- Format : couleur — son Dolby Digital — 35 mm
- Genre : drame
- Durée : 92 min
- Dates de sortie : 
  - Argentine : 21 septembre 2006
  - France: 29 août 2007

## Distribution
- Valeria Bertuccelli : Eva
- Sergio Boris : Dalmiro
- Luis Herrera : Sergio
- Marilú Marini : Estela, la vétérinaire
- María Merlino : Violeta
- Osmar Núñez : Ciego
- Luis Ziembrowsky : Hugo

## Distinctions
- 2006 Argentine : Premios Clarín Espectáculos – Prix du meilleur acteur distribué (Premio 2006) à Luis Ziembrowsky
- 2007 Argentine : Festival international du cinéma indépendant de Buenos Aires (BAFICI) – Condor d’argent de la meilleure actrice à Valeria Bertuccelli